# Salsa e Merengue
Salsa e Merengue é uma telenovela brasileira produzida e exibida pela TV Globo de 30 de setembro de 1996 a 2 de maio de 1997, em 185 capítulos. Substituiu Vira Lata e foi substituída por Zazá, sendo a 54ª "novela das sete" exibida pela emissora.
Escrita por Miguel Falabella e Maria Carmem Barbosa com a colaboração de Jane Santos, teve supervisão de texto de Gilberto Braga e direção de Maurício Farias, Cininha de Paula, Luciano Sabino e Ignácio Coqueiro. A direção geral e de núcleo foram de Wolf Maya.
Contou com as participações de Marcos Palmeira, Patrícia França, Marcello Antony, Débora Bloch, Arlete Sales, Cristiana Oliveira, Rosamaria Murtinho e José Wilker.

## Enredo
Numa viagem, Eugênio conheceu e se apaixonou pela doce e simples Madalena, mesmo tendo a apaixonada e possessiva Teodora por perto. Mas Eugênio também descobriu que tinha uma grave doença. Só um transplante de medula de alguém da família poderia salvar sua vida. E, por causa disso, Guilherme Amarante Paes teve que revelar que Eugênio não é seu filho, um segredo que abalou toda a poderosa família Amarante Paes.
Mas, para Madalena, o amor por Eugênio resiste a tudo. E foi por esse amor que ela foi para o Rio de Janeiro e acabou conhecendo os moradores da fictícia Vila do Vintém, como o alucinado e divertidíssimo casal Socorro e Candinho. Esse também é o território de Valentim, que se apaixonou por Madalena assim que a viu. Valentim é o amante latino que enlouquece Marinelza, uma senhora casada que brinca com o perigo. A mãe de Valentim é a festeira Anabel Muñoz, uma mulher batalhadora que vive um drama: um filho que teve que abandonar ainda bebê e nunca mais encontrou.
E, ao envolver-se com a família de Anabel, Madalena descobre que a salvação de Eugênio está em Valentim, seu irmão legítimo. Mas como convencer Valentim a ajudar um irmão cuja existência ele desconhecia, ainda mais quando disputa com ele o amor de Madalena?
Do outro lado da história está Adriana, uma moça interesseira e de vida fácil que se envolve com Guilherme, causando o fim de seu casamento com Bárbara. Adriana, mesmo chantageada por Heitor, ambicioso e inescrupuloso sócio da mineradora Amarante Paes, alia-se a ele na busca pelo poder.

## Elenco
| Interprete             | Personagem               |
| ---------------------- | ------------------------ |
| Patrícia França        | Madalena Sobral          |
| Marcos Palmeira        | Valentim Muñoz           |
| Marcello Antony        | Eugênio Amarante Paes    |
| Débora Bloch           | Teodora Bentes do Gama   |
| Cristiana Oliveira     | Adriana Campos Queiroz   |
| Arlete Salles          | Anabel Muñoz             |
| Rosamaria Murtinho     | Bárbara Amarante Paes    |
| Victor Fasano          | Heitor Lobato            |
| Laura Cardoso          | Ruth Campos Queiroz      |
| Zezé Polessa           | Marinelza Bolla          |
| Ariclê Perez           | Gilda Campos Queiroz     |
| Diogo Vilela           | Caio Graco Leão          |
| Bia Nunnes             | Remédios Muñoz           |
| Thaís de Campos        | Amparo Muñoz             |
| Oswaldo Loureiro       | Walmir Bolla             |
| Walmor Chagas          | Guilherme Amarante Paes  |
| Cláudio Cavalcanti     | Dr. Olavo                |
| Gabriela Alves         | Assunção Muñoz           |
| Maria Maya             | Caroline Bolla (Kelly)   |
| Juliana Baroni         | Inês Soares da Cunha     |
| André Gonçalves        | Walter                   |
| Jacqueline Laurence    | Eglantine Billard        |
| Alexandre Barillari    | Antônio Muñoz            |
| Adriana Garambone      | Clarice Amarante Paes    |
| Johnny Rudge           | Moacir Menezes (Moa)     |
| Rosi Campos            | Dayse Menezes            |
| Ricardo Petraglia      | Tito Soares da Cunha     |
| Mônica Torres          | Lídia                    |
| Ademir Zanyor          | Jair Billard (Jairzinho) |
| Estelita Bell          | Imaculada Muñoz          |
| Stella Miranda         | Maria do Socorro         |
| Marcos Oliveira        | Cândido (Candinho)       |
| Maria Lúcia Dahl       | Laís Soares da Cunha     |
| Bruno Murtinho         | Wellington               |
| José D'Artagnan Júnior | Edgar                    |
| Chico Díaz             | Ramiro Morales           |
| Zezeh Barbosa          | Jacinta                  |
| Maria Gladys           | Neném                    |
| Luís Salém             | Lázaro                   |
| Adriano Garib          | Juarez                   |
| Angela Rebello         | Tereza                   |
| Mara Manzan            | Sexta-Feira              |
| Regiana Antonini       | Deusa                    |
| Vanessa Dantas         | Flávia                   |

Participações especiais
| Interprete    | Personagem          |
| ------------- | ------------------- |
| Susana Vieira | Dolores Molidor     |
| Marcos Paulo  | Gaspar Junqueira    |
| Nelson Xavier | Mestre Bento Sobral |

## Produção
Primeira novela escrita em conjunto pela dupla Maria Carmem Barbosa e Miguel Falabella. Para poder escrever a novela com calma, Miguel Falabella tirou uma licença de um mês do programa humorístico Sai de Baixo.
Depois de participar da primeira fase da novela O Rei do Gado, Marcello Antony foi alçado a protagonista desta novela.
A novela teve cerca de quarenta cenas gravadas em Miami. Os custos das gravações na cidade americana tiveram cerca de 300 mil dólares. Depois de uma participação especial nos primeiros capítulos de Anjo de Mim, José Wilker entraria no final da trama, na pele do mafioso Urbano. Na época, Wilker dirigia o Sai de Baixo, programa de humor, em que Miguel Falabella, autor de Salsa e Merengue, atuava.
A telenovela mostrou nas primeiras semanas uma cena de topless em pleno horário das 19 horas. A cena foi feita a pedido da produção da novela. O papel de Eugênio foi escrito para Leonardo Vieira, porém, desavenças com Miguel Falabella acabaram destinando o personagem a Marcelo Antony.
Pela sinopse, Valentim ficaria com Adriana e Madalena com Eugênio. No entanto, Adriana, personagem de Cristiana Oliveira acabou novamente como garota-de-programa, para que Valentim (Marcos Palmeira) ficasse com Madalena (Patrícia França) e Eugênio (Marcello Antony) fosse finalmente fisgado por Teodora (Débora Bloch). O público não aprovou a química entre Madalena e Eugênio.
No último capítulo da trama, era nítido o descontentamento de Rosamaria Murtinho com o desfecho de sua personagem Bárbara. O ator Ademir Zanyor foi tirado da novela devido a um desentendimento com o diretor Wolf Maya. Uma das cenas que causaram impacto na novela foi no casamento que não aconteceu entre os personagens Antônio (Alexandre Barillari) e Inês (Juliana Baroni). A patricinha nunca escondeu seu preconceito com os vizinhos do noivo e quando Antônio deu um sonoro "não" em pleno altar, os mesmos presentes na igreja comemoraram a sua atitude. Antônio terminou a novela junto de Kelly (Maria Maya), que engravidou dele enquanto esse estava bêbado.
A abertura mostrava pessoas dançando ao ritmo de salsa e merengue, com a canção Maria de Ricky Martin, que era sucesso na época. Na época da novela, foi lançada a trilha sonora complementar, Bailando Salsa e Merengue, com as músicas que tocavam na história.

## Audiência
A telenovela encerrou com média geral de 35 pontos, um ponto a menos que sua antecessora, Vira Lata, que encerrou com 37 pontos, na época considerado "um fracasso" pela própria emissora. A média geral de Salsa e Merengue ficou 16 pontos abaixo de A Viagem, maior sucesso na faixa das sete desde 1993, registrando 52 pontos entre março e outubro de 1994.

## Exibição
Seria reprisada no Viva na data prevista de 19 de maio de 2025 como substituta de Cara & Coroa na faixa das 13h, com reapresentação ás 1h15 e maratona aos domingos. No entanto, foi preterida pela reexibição de Quatro por Quatro.

## Trilha sonora

### Trilha sonora nacional
Capa: Marcello Antony
1. "Maria (Salsa Y Merengue) - Ricky Martin (Tema de Abertura)
2. "La Bella Luna" - Os Paralamas do Sucesso (Tema de Antonio)
3. "Louca" - Latino (Tema de Kelly Bola)
4. "Seo Zé" - Carlinhos Brown (partic. especial Marisa Monte) (Tema de Valentim)
5. "Ama Teu Vizinho Como a Ti Mesmo" - Sá, Rodrix & Guarabira (Tema da Vila do Vintém)
6. "Sim, Foi Você" - Elba Ramalho (Tema de Bárbara e Guilherme)
7. "Mueve La Cadera (Move Your Body)" - Reel 2 Real (Tema de Anabel)
8. "Enquanto Durmo" - Zélia Duncan (Tema de Theodora)
9. "Dancin' Days" - Lulu Santos (Tema de Marinelza)
10. "Vida Fácil" - Cazuza (Tema de Adriana)
11. "Quando Te Vi (Till There Was You)" - Simonny (Tema de Madalena)
12. "Brasil é o País do Suingue" - Fernanda Abreu (Tema de Assunção)
13. "Uma Espécie de Irmão" - Guilherme Arantes (Tema de Caio Leão)
14. "Mais Simples" - Zizi Possi (Tema de Eugênio)

### Trilha sonora internacional
Capa: Patrícia França
1. "Donde Estás Corazón (Remix Single)" - Shakira (Tema Geral)
2. "Solo Se Vive Una Vez" - Azucar Moreno (Tema de Inês)
3. "Why" - 3T with Michael Jackson (Tema de Eugênio)
4. "Groovin' " - Pato Banton (Tema de locação: Rio de Janeiro)
5. "Dáme" - Luis Miguel (Tema de Clarisse)
6. "Moliendo Café / Tequila" - Mestizzo (Tema de locação: Rio de Janeiro)
7. "Solamente Tu Amor" - Chayanne (Tema de Adriana e Heitor)
8. "Incancellabile" - Laura Pausini (Tema de Theodora)
9. "El Dia En Que Me Quieras" - Julio Iglesias (Tema de Anabel e Urbano)
10. "Don't Look Back In Anger" - Oasis (Tema de Antonio e Kelly Bola)
11. "L'Aurora" - Eros Ramazzotti (Tema de Madalena e Eugênio)
12. "Si Tu No Estás" - Rosana (Tema de Bárbara)
13. "I'll Always Be Right There" - Bryan Adams (Tema de Madalena)
14. "Come To Me" - Tita (Tema de Marinelza)

### Trilha sonora complementar: Bailando Salsa e Merengue
1. "El Tongoneo" - Mestizzo
2. "Tres Deseos" - Ednita Nazario
3. "Mezcla" - Rio Salsa
4. "Capullito de Alelí" - Caetano Veloso
5. "Me Queima" - Asa de Águia
6. "Lá Vai a Loura (La Bailadora)" - Xuxa
7. "Vamonos de Fiesta" - The Heartbreakers
8. "El Volcano de Caribe" - Chucho Valdez e Irakere
9. "Mamma Mia" - Kleiton e Kledir
10. "Coubanakan (Coubanakan)" - Ney Matogrosso
11. "Piel Canela" - Pablo Herrera
12. "Química Perfecta" - Banda Eva (partic. especial Netinho)
13. "A Festa da Patchanga" - Angélica
14. "Maria (Salsa Y Merengue)" - Ricky Martin

## Prêmios
Troféu APCA (1996)
- Melhor Novela

- Melhor Atriz - Arlete Salles (Empatada com Drica Moraes por Xica da Silva)

Troféu Imprensa (1996)
- Melhor Atriz - Débora Bloch

Prêmio Contigo! (1996)
- Melhor Atriz Cômica - Débora Bloch

Melhores do ano - Domingão do Faustão (1997)
- Melhor Ator Coadjuvante - Luís Salém

- Melhor Atriz Coadjuvante - Stela Miranda

- Melhor Ator Revelação - Marcello Antony